# Seznam vítězů Ázerbajdžánské fotbalové ligy
Seznam vítězů ázerbajdžánské fotbalové ligy uvádí mužstva, která se v jednotlivých ročnících ázebajdžánské fotbalové ligy umístila na prvních třech místech.

## Vítězové jednotlivých ročníků
| Azərbaycan Premyer Liqası (1992 – 2020)                    |                       |                   |                  |
| Ročník                                                     | Mistr                 | 2. místo          | 3. místo         |
| 1992                                                       | Neftçi Bakı PFK (1)   | Xəzər Sumqayıt FK | Turan Tovuz İK   |
| 1993                                                       | FK Karabach (1)       | Xəzər Sumqayıt FK |                  |
| 1993 – 1994                                                | Turan Tovuz İK (1)    | FK Karabach       | Kapaz PFK        |
| 1994 – 1995                                                | Kapaz PFK (1)         | Turan Tovuz İK    | Neftçi Bakı PFK  |
| 1995 – 1996                                                | Neftçi Bakı PFK (2)   | Xəzri Buzovna FK  | Kapaz PFK        |
| 1996 – 1997                                                | Neftçi Bakı PFK (3)   | FK Karabach       | Xəzri Buzovna FK |
| 1997 – 1998                                                | Kapaz PFK (2)         | FK Baku           | Şəmkir FK        |
| 1998 – 1999                                                | Kapaz PFK (3)         | Şəmkir FK         | Neftçi Bakı PFK  |
| 1999 – 2000                                                | Şəmkir FK (1)         | Kapaz PFK         | Neftçi Bakı PFK  |
| 2000 – 2001                                                | Şəmkir FK (2)         | Neftçi Bakı PFK   | FK Viləş Masallı |
| 2001 – 2002                                                | Şəmkir FK (3)         | Neftçi Bakı PFK   | FK Karabach      |
| • Ázerbájdžánské mistrovství se v ročníku 2002/03 nehrálo. |                       |                   |                  |
| 2003 – 2004                                                | Neftçi Bakı PFK (4)   | Şəmkir FK         | FK Karabach      |
| 2004 – 2005                                                | Neftçi Bakı PFK (5)   | FK Xəzər Lənkəran | Karvan İK        |
| 2005 – 2006                                                | FK Baku (1)           | Karvan İK         | Neftçi Bakı PFK  |
| 2006 – 2007                                                | FK Xəzər Lənkəran (1) | Neftçi Bakı PFK   | FK Baku          |
| 2007 – 2008                                                | Keşlə FK (1)          | AZAL PFK          | Neftçi Bakı PFK  |
| 2008 – 2009                                                | FK Baku (2)           | Keşlə FK          | Simurq PIK       |
| 2009 – 2010                                                | Keşlə FK (2)          | FK Baku           | FK Karabach      |
| 2010 – 2011                                                | Neftçi Bakı PFK (6)   | FK Xəzər Lənkəran | FK Karabach      |
| 2011 – 2012                                                | Neftçi Bakı PFK (7)   | FK Xəzər Lənkəran | Keşlə FK         |
| 2012 – 2013                                                | Neftçi Bakı PFK (8)   | FK Karabach       | Keşlə FK         |
| 2013 – 2014                                                | FK Karabach (2)       | Keşlə FK          | Qəbələ FK        |
| 2014 – 2015                                                | FK Karabach (3)       | Keşlə FK          | Qəbələ FK        |
| 2015 – 2016                                                | FK Karabach (4)       | Zirə FK           | Qəbələ FK        |
| 2016 – 2017                                                | FK Karabach (5)       | Qəbələ FK         | Inter Baku       |
| 2017 – 2018                                                | FK Karabach (6)       | Qəbələ FK         | Neftçi Bakı PFK  |
| 2018 – 2019                                                | FK Karabach (7)       | Neftçi Bakı PFK   | Säbail FK        |
| 2019 – 2020                                                | FK Karabach (8)       | Neftçi Bakı PFK   | Keşlə FK         |
| 2020 – 2021                                                | Neftçi Bakı PFK (9)   | FK Karabach       | Sumqayit FK      |
| 2021 – 2022                                                | FK Karabach (9)       | Neftçi Bakı PFK   | Zirə FK          |
| 2022 – 2023                                                | FK Karabach (10)      | Sabah FK          | Neftçi Bakı PFK  |
| 2023 – 2024                                                | FK Karabach (11)      | Zirə FK           | Sabah FK         |
| 2024 – 2025                                                | FK Karabach (12)      | Zirə FK           | Araz-Naxçıvan    |